# Titularbistum Capreae
Capreae (italienisch Capri) ist ein Titularbistum der römisch-katholischen Kirche.
Es geht zurück auf einen Bischofssitz in der Stadt Capri, die sich in der italienischen Region Kampanien befindet. Das Bistum Capreae wurde 987 gegründet und 1818 aufgelöst. Es war dem Erzbistum Amalfi als Suffraganbistum unterstellt.
| Titularbischöfe von Capreae |                                                 |                                           |                   |                  |
| Nr.                         | Name                                            | Amt                                       | von               | bis              |
| 1                           | Timothy Manning Titularerzbischof pro hac vice  | Koadjutorerzbischof von Los Angeles (USA) | 26. Mai 1969      | 21. Januar 1970  |
| 2                           | Stanley Girard Schlarman                        | Weihbischof in Belleville (USA)           | 13. März 1979     | 1. März 1983     |
| 3                           | William Joseph Levada                           | Weihbischof in Los Angeles (USA)          | 25. März 1983     | 1. Juli 1986     |
| 4                           | Dino Monduzzi                                   | Kurienbischof                             | 18. Dezember 1986 | 21. Februar 1998 |
| 5                           | Luigi Sposito                                   | Kurienbischof                             | 28. Februar 1998  | 11. Juni 2004    |
| 6                           | Leopoldo Girelli Titularerzbischof pro hac vice | Apostolischer Nuntius                     | 13. April 2006    |                  |